# Intégrale Les Cactus
Albums de Jacques Dutronc
Madame l'existence
(2003) En Vogue
(2004)
L'Intégrale Les Cactus est une compilation du chanteur français Jacques Dutronc, qui reprend l'intégralité de ses enregistrements sortis sur le label Vogue en 7 CD.

## Liste des chansons
| 1.  | Et moi, et moi, et moi                   |  |
| 2.  | J'ai mis un tigre dans ma guitare        |  |
| 3.  | Mini, mini, mini                         |  |
| 4.  | Les gens sont fous, les temps sont flous |  |
| 5.  | Les Playboys                             |  |
| 6.  | Sur une nappe de restaurant              |  |
| 7.  | On nous cache tout, on nous dit rien     |  |
| 8.  | La Fille du père Noël                    |  |
| 9.  | Les Cactus                               |  |
| 10. | La Compapade                             |  |
| 11. | L'Opération                              |  |
| 12. | L'Espace d'une fille                     |  |
| 13. | J'aime les filles                        |  |
| 14. | J'ai tout lu, tout vu, tout bu           |  |
| 15. | L'idole                                  |  |
| 16. | Les Petites Annonces                     |  |
| 17. | La Publicité                             |  |
| 18. | Les Rois de la réforme                   |  |
| 19. | Le Plus Difficile                        |  |
| 20. | Hippie hippie hourrah                    |  |
| 21. | Il est cinq heures, Paris s'éveille      |  |
| 22. | L'Augmentation                           |  |

| 1.  | Comment elles dorment                         |  |
| 2.  | Fais pas ci, fais pas ça                      |  |
| 3.  | Le Courrier du cœur                           |  |
| 4.  | Ça prend, ça n'prend pas                      |  |
| 5.  | La Métaphore                                  |  |
| 6.  | Les Métamorphoses                             |  |
| 7.  | L'Opportuniste                                |  |
| 8.  | La Leçon de gymnastique du professeur Dutronc |  |
| 9.  | Amours toujours, tendresse caresse            |  |
| 10. | Transes-dimanche                              |  |
| 11. | À tout berzingue                              |  |
| 12. | Le Roi de la fête                             |  |
| 13. | Proverbes                                     |  |
| 14. | Le Mythofemme                                 |  |
| 15. | La Seine                                      |  |
| 16. | Je suis content                               |  |
| 17. | La Solitude                                   |  |
| 18. | Les Vangauguins                               |  |
| 19. | Laquelle des deux est la plus snob?           |  |
| 20. | Les Femmes des autres                         |  |
| 21. | L'Aventurier                                  |  |
| 22. | Le Responsable                                |  |

| 1.  | L'Hôtesse de l'air                         |  |
| 2.  | La Paresse                                 |  |
| 3.  | Où est-il l'ami Pierrot?                   |  |
| 4.  | L'amour est le moteur du monde             |  |
| 5.  | La Maison des rêves                        |  |
| 6.  | Quand c'est usé on le jette                |  |
| 7.  | À la vie, à l'amour                        |  |
| 8.  | Ma poule n'a plus que 29 poulets           |  |
| 9.  | Restons français, soyons gaulois           |  |
| 10. | Elle m'a dit non, elle m'a dit oui         |  |
| 11. | À la queue les Yvelines                    |  |
| 12. | Il suffit de leur demander                 |  |
| 13. | L'âne est au four, le bœuf est cuit        |  |
| 14. | Le fond de l'air est frais                 |  |
| 15. | L'Arsène                                   |  |
| 16. | Le Monde à l'envers                        |  |
| 17. | J'avais la cervelle qui faisait des vagues |  |
| 18. | Le Conte de fées                           |  |
| 19. | Les Parasites                              |  |
| 20. | Le Petit Jardin                            |  |
| 21. | L'Âge d'or                                 |  |
| 22. | Tic, tic                                   |  |

| 1.  | Elle est si…                      |  |
| 2.  | L'Homme de paille                 |  |
| 3.  | Vie privée, domaine public        |  |
| 4.  | L'Éléphant aveugle                |  |
| 5.  | Ne pas t'oublier                  |  |
| 6.  | Ksst, ksst                        |  |
| 7.  | Le Combat                         |  |
| 8.  | Adieu ma vie                      |  |
| 9.  | Quand un garçon                   |  |
| 10. | Le Dragueur des supermarchés      |  |
| 11. | Le Testamour                      |  |
| 12. | Le Dilemme                        |  |
| 13. | Gentleman Cambrioleur             |  |
| 14. | La France défigurée               |  |
| 15. | L'Amour à la chaîne               |  |
| 16. | L'Amour prison                    |  |
| 17. | J'comprends pas                   |  |
| 18. | L'Île enchanteresse               |  |
| 19. | Les Roses fanées                  |  |
| 20. | Le Bras mécanique                 |  |
| 21. | Mais surtout sentimentale         |  |
| 22. | La Ballade du bon et des méchants |  |
| 23. | La Vie, l'amour, c'est dingue     |  |

| 1.  | Sketch d'entrée                            |  |
| 2.  | Le fond de l'air est frais                 |  |
| 3.  | Les Playboys (sketch)                      |  |
| 4.  | Les Playboys                               |  |
| 5.  | Les Rois de la réforme (sketch)            |  |
| 6.  | Les Rois de la réforme                     |  |
| 7.  | Et moi, et moi, et moi                     |  |
| 8.  | L'Opportuniste                             |  |
| 9.  | J'aime les filles                          |  |
| 10. | Mireille Mathieu (sketch)                  |  |
| 11. | Qu'elle est belle                          |  |
| 12. | Verlan (sketch)                            |  |
| 13. | J'avais la cervelle qui faisait des vagues |  |
| 14. | L'Arsène                                   |  |
| 15. | Les Cactus                                 |  |
| 16. | Strip (sketch)                             |  |
| 17. | L'Idole                                    |  |
| 18. | L'Hôtesse de l'air                         |  |
| 19. | Il est cinq heures, Paris s'éveille        |  |
| 20. | Sketch de fin                              |  |

| 1.  | Il mondo va così (version italienne de Et moi, et moi, et moi (essais)) |  |
| 2.  | Il mondo va così (version italienne)                                    |  |
| 3.  | Les Playboys (version espagnole)                                        |  |
| 4.  | Il est cinq heures, Paris s'éveille (version espagnole)                 |  |
| 5.  | Les gens sont fous, les temps sont flous (version alternative)          |  |
| 6.  | Le Dragueur des supermarchés (version alternative)                      |  |
| 7.  | Délire orgue / voix                                                     |  |
| 8.  | Le John Wayne des HLM                                                   |  |
| 9.  | Cassoulet Rock                                                          |  |
| 10. | Délire piano / voix                                                     |  |
| 11. | Monsieur Cyber                                                          |  |
| 12. | Repose Beethoven                                                        |  |
| 13. | Effluves                                                                |  |
| 14. | Gala chez Vogue                                                         |  |
| 15. | Gala chez Vogue                                                         |  |
| 16. | Gala chez Vogue                                                         |  |
| 17. | Gala chez Vogue                                                         |  |
| 18. | Gala chez Vogue                                                         |  |
| 19. | Gala chez Vogue                                                         |  |
| 20. | Gala chez Vogue                                                         |  |
| 21. | Gala chez Vogue                                                         |  |
| 22. | Gala chez Vogue                                                         |  |
| 23. | Gala chez Vogue                                                         |  |
| 24. | Gala chez Vogue                                                         |  |
| 25. | Gala chez Vogue                                                         |  |
| 26. | Gala chez Vogue                                                         |  |
| 27. | Gala chez Vogue                                                         |  |
| 28. | Gala chez Vogue                                                         |  |

| 1. | Recette de la voiture au clair de lune : Histoire 1                             |  |
| 2. | Recette de la voiture au clair de lune : Chanson de Léonard le bûcheron         |  |
| 3. | Recette de la voiture au clair de lune : Histoire 2                             |  |
| 4. | Recette de la voiture au clair de lune : Chanson de la voiture du clair de lune |  |
| 5. | Recette de la voiture au clair de lune : Histoire 3                             |  |
| 6. | Le Sceptre : Histoire 1                                                         |  |